# Microregione di Joinville
Joinville è una microregione dello Stato di Santa Catarina in Brasile.

## Comuni
Comprende 11 comuni:
- Araquari
- Balneário Barra do Sul
- Corupá
- Garuva
- Guaramirim
- Itapoá
- Jaraguá do Sul
- Joinville
- Massaranduba
- São Francisco do Sul
- Schroeder